# Ptilinopus perlatus
Ptilinopus perlatus là một loài chim trong họ Columbidae.